# Авундий из Комо

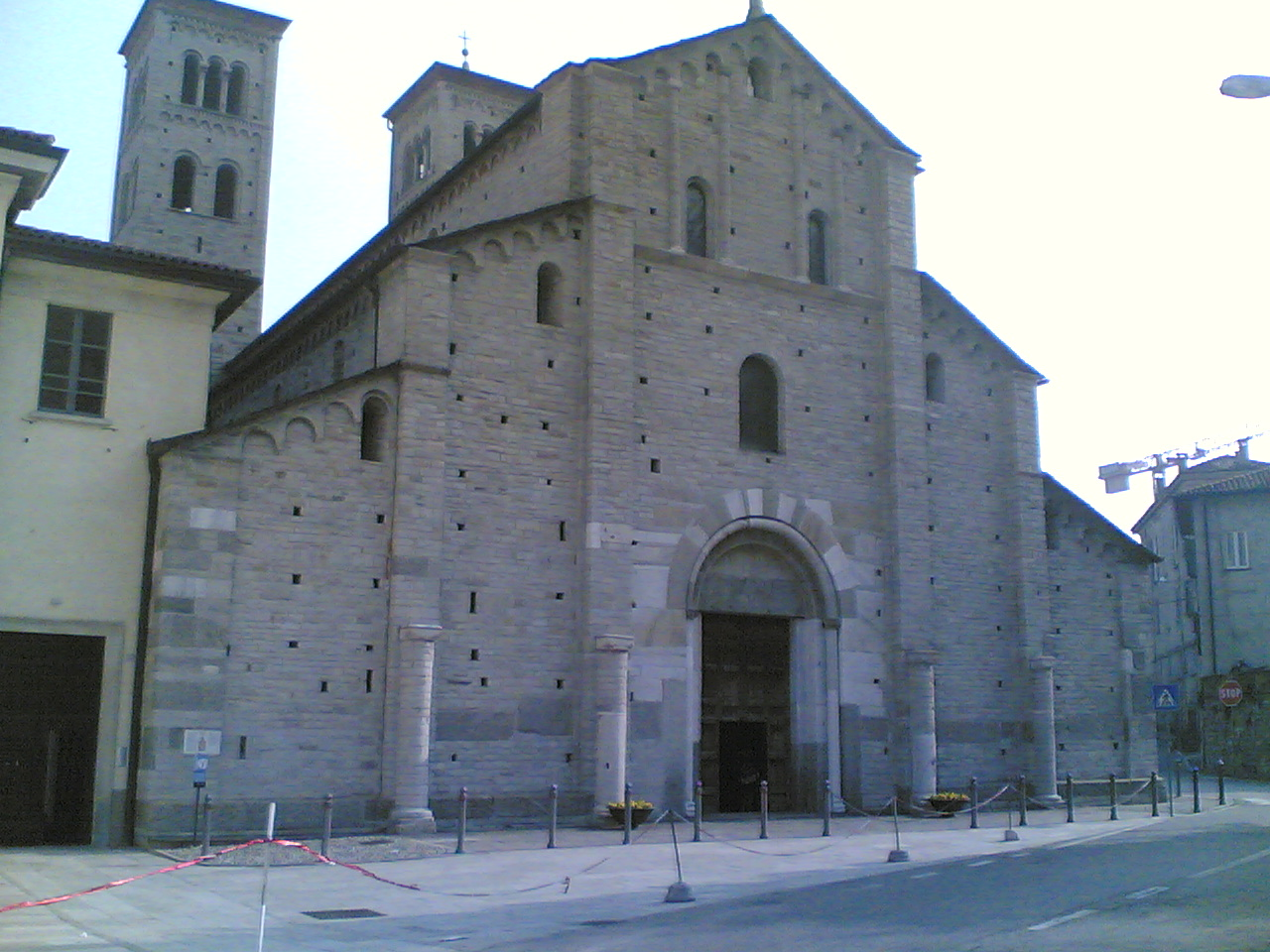
Церковь св. Авундия, Комо, Италия

 Авундий (Абундий)  (лат. Abundius, Abondius, Abundias, итал. Abbondio, место рождения — Салоники, Греция; умер в 465—469 г., Комо, Италия) — святой Римско-Католической церкви, епископ города Комо, Италия.

## Биография
Авундий родился в городе Салоники, Греция. Около 448 года Авундий был назначен епископом города Комо. В 450 году Авундий был легатом Римского папы Льва I в Константинополе, где в 451 году активно выступал на Халкидонском соборе против ересиарха Евтихия. В 452 году Авундий участвовал в синоде в Милане.
В 1095 году Римский папа Урбан II построил в городе Комо романскую церковь в честь святого Авундия, в алтаре которой в настоящее время хранятся мощи святого.
День памяти в Католической церкви — 2 апреля.